# Al Minns
Al Minns (1. ledna 1920 – 24. dubna 1985) byl americký černošský tanečník lindy hopu a jazzu.
Proslul se ve 30. a 40. letech 20. století vystupováním a účinkováním ve filmech s harlemskou taneční skupinou Whitey's Lindy Hoppers nebo partnerem Leonem Jamesem. Al Minns celý život pracoval na zviditelnění tanců, které se svou skupinou propagovali v Newyorském Savoyi.
V 80. letech také napomohl návratu lindy hopu, když přijal nabídku taneční skupiny The Rhythm Hot Shots. V roce 1984 odejel učit do Stockholmu lindy hop, jak ho znal. Do té doby většinou používali staré ukázky z filmů.
V roce 1938 spolu s partnerkou Sandrou Gibson vyhrál taneční soutěž Harvest Moon Ball.

## Filmografie
Objevil se v mnoha filmech.

### Film
- 1941 Hellzapoppin'
- 1941 Hot Chocolates
- 1943 The Big Apple
- 1943 Cabin In The Sky
- 1946 Midnight Menace
- 1950 The Spirit Moves
- 1954 Jazz Dance (spolu s Leonem Jamesem)
- 1961 Jazz Dance
- 1964 Twelfth Street Rag (polu s Leonem Jamesem)
- 1991 Chicago and all That Jazz (spolu s Leonem Jamesem)

### Televize
- 1964 Dupont Show of the Week: Chicago and All That Jazz
- 1964 Playboy Club (spolu s Leonem Jamesem)